# 王爽 (东晋)
王爽（？—398年），字季明，小字睹，太原郡晋阳县（今山西省太原市），东晋都督浙江东五郡诸军事、镇军将军、会稽内史王蕴第四子，东晋外戚、官员。

## 生平
王爽刚正不阿有心智才力，历任给事黄门侍郎、侍中。晋孝武帝司马曜去世后，王国宝想要打开皇宫的门进去写遗诏，王爽当时担任黄门侍郎，阻止了他，说：“大行皇帝去世，皇太子还没到，敢先进去的，杀！”王国宝害怕，于是停下。王爽曾经和会稽王司马道子喝酒，司马道子在酒醉时称呼王爽小子，王爽说：“我去世的祖父长史王濛和晋简文帝司马昱是布衣之交，去世的姑姑王穆之和去世的姐姐王法慧是两个皇帝的皇后，是什么小子！”等到王国宝掌权时，免掉了王爽的官。之后王爽的哥哥王恭再度起兵，任命王爽为宁朔将军，参与军事。王恭失败后，王爽以及哥哥的儿子秘书郎王和都被杀死。桓玄掌权后，追赠王爽为太常。

## 其他
王恭在京城行走散发五石散的药性，来到王爽家门前，询问王爽说：“古诗里哪一句最好？”王爽还在思考没回答，王恭就吟咏道：“'所遇无故物，焉得不速老？'这一句好。”
羊孚年轻时才智卓越，他和谢混关系很好。羊孚曾经在早上前往谢混家，还没吃饭，一会儿王熙和王爽来了。王家兄弟先前不认识羊孚，就座的时候脸色很难看，希望羊孚离开。羊孚不理睬他们，把脚架在几案上，无拘无束地吟咏顾盼。谢混和王家兄弟说了几句寒暄的话后，继续和羊孚清谈，王家兄弟才明白羊孚的神奇，于是就一起清谈。一会儿摆下饭菜，王家兄弟都顾不上吃饭，只是和羊孚清谈。羊孚却不怎么应对他们，只是大口吃饭。饭后羊孚要离开，王家兄弟苦苦挽留，羊孚却坚持要走，只说：“刚才没有遵命离去，是因为我腹中很饿。”
晋孝武帝司马曜问王爽：“你和你哥哥王恭相比如何？”王爽回答说：“风采特异秀美出众，我不如王恭，忠孝方面我可不输给别人！”

## 家庭

### 兄弟姐妹
- 王华
- 王恭，东晋都督兖青冀幽并徐州晋陵诸军事、平北将军、兖青二州刺史、假节
- 王法慧，孝武定皇后
- 王熙，东晋太子洗马
- 王履